# Памятник Андрею Рублёву (Владимир)
Памятник Андрею Рублёву — монумент русскому иконописцу и живописцу Андрею Рублёву, расположенный в городе Владимир, в большом городском парке имени А. С. Пушкина.
Памятник был последней работой московского скульптора О. К. Комова. Открытие памятника, в 1995 году, было приурочено к 1000-летию города Владимир.